# Samuił Samosud
Samuił Abramowicz Samosud (ros. Самуил Абрамович Самосуд; ur. 2 maja?/14 maja 1884 w Tyflisie, zm. 6 listopada 1964 w Moskwie) – radziecki dyrygent, pedagog, wiolonczelista; Ludowy Artysta RFSRR, Ludowy Artysta ZSRR.

## Życiorys
Absolwent Tbiliskiej Szkoły Muzycznej w klasie wiolonczeli z 1906, grał w różnych orkiestrach. Kształcił się w Pradze i w Paryżu. Był wiolonczelistą orkiestry petersburskiego Domu Ludowego, w latach 1910–1917 dyrygował w teatrze operowym Domu Ludowego. 
Od 1917 do 1919 występował w Piotrogrodzkim Teatrze Opery i Baletu, następnie był głównym dyrygentem i kierownikiem artystycznym Małego Teatru Operowego. Od 1936 do 1943 kierował Teatrem Wielkim w Moskwie, następnie do 1950 był głównym dyrygentem Moskiewskiego Teatru Muzycznego im. K.S. Stanisławskiego i W.I. Niemirowicza-Danczenki. Od 1951 kierował orkiestrą symfoniczno-operową Wszechzwiązkowego Radiokomitetu; w 1953 z jego inicjatywy i pod jego kierownictwem (do 1957) zorganizowano Orkiestrę Symfoniczną Filharmonii Moskiewskiej. Następnie do śmierci kierował Orkiestrą Symfoniczną Ministerstwa Kultury ZSRR.
Od 1929 był wykładowcą dyrygentury w Leningradzkim Konserwatorium im. N.A. Rimskiego-Korsakowa, od 1934 był profesorem. 
Pochowany w Moskwie na Cmentarzu Nowodziewiczym. 

## Tytuły honorowe
- Ludowy Artysta RFSRR (1936)
- Ludowy Artysta ZSRR (2 czerwca 1937)[1]